# Mak So Ning
Mak So Ning "Tania" (Hong Kong, 5 de novembro de 1986) é uma triatleta profissional honconguesa.

## Carreira
Mak So Ning competidora do ITU World Triathlon Series, disputou os Jogos de Pequim 2008, não terminando a prova, após tomar volta no ciclismo.